# Rambo: First Blood Part II
Rambo: First Blood Part II is een Amerikaanse actiefilm uit 1985. De film vertelt het verhaal over de Amerikaanse ex-soldaat John Rambo die achtergelaten krijgsgevangenen in Vietnam moet redden.

## Verhaal
Het is 1985. John Rambo, ex-commando en Vietnam-veteraan, zit opgesloten in een gevangeniskamp voor de (mis)daden die hij heeft begaan in Hope, Canada (zie vorige film: Rambo: First Blood). Zijn voormalige commandant Trautman bezoekt hem en vertelt hem dat hij gratie kan krijgen als hij meewerkt aan een militaire missie om Amerikaanse krijgsgevangenen in Vietnam te zoeken, die daar mogelijk nog steeds gevangen zitten sinds de Vietnamoorlog. Rambo besluit deze missie te accepteren. Ze spreken af om elkaar in Vietnam weer te ontmoeten.
Rambo wordt overgebracht naar de Amerikaanse luchtmachtbasis in Vietnam. Hier stelt Trautman hem voor aan Murdock, het hoofd van de luchtmachtbasis. Murdock vertelt Rambo dat hij in de jungle van Vietnam alleen foto's moet maken van een Vietnamees concentratiekamp en geen verdere actie moet ondernemen. Na een wilde tocht, met een mislukte parachutesprong uit een verkenningsvliegtuig en een boottocht met corrupte piraten, arriveert Rambo samen met zijn lokale helpster, Co Bao, in het kamp. Tegen zijn bevelen in sluipt Rambo het kamp binnen en ziet daar opgesloten Amerikaanse krijgsgevangenen zitten. Hij bevrijd een van hen en samen ontsnappen ze uit het kamp.
Na een lange achtervolging door Vietnamese soldaten komen ze aan op de plek waar ze door een Amerikaanse helikopter zullen worden opgepikt. Wanneer de helikopter arriveert, krijgt Murdock via de radio te horen dat Rambo een krijgsgevangene bij zich heeft. Lafhartig geeft Murdock het bevel aan de helikopter om zich terug te trekken. Trautman, die ook in de helikopter zit, kan niets doen, omdat hij door Murdocks werknemers met een pistool wordt tegengehouden. Rambo en de krijgsgevangene worden aan hun lot overgelaten en worden vervolgens gearresteerd door Vietnamese soldaten. Ze worden opnieuw opgesloten in het kamp. Terug op de luchtmachtbasis eist Trautman boos een verklaring van Murdock over zijn manier van omgaan met Rambo. Murdock vertelt Trautman dat de hele operatie in het geheim slechts een schijnvertoning is om de Amerikaanse publieke opinie tevreden te stellen. De Amerikaanse regering is geenszins van plan om een nieuwe oorlog met Vietnam te beginnen vanwege een paar krijgsgevangenen. Een nieuwe oorlog zou te veel kosten en dus kiest de Amerikaanse regering ervoor de zaak te laten rusten.
Kort daarna arriveert een helikopter met Russische soldaten bij het Vietnamese kamp. De Russen zijn op de hoogte van de situatie, omdat ze het radioverkeer van de Amerikaanse helikopter hebben afgeluisterd. Rambo wordt door de Russische commandant Podovsky wreed gemarteld, in een poging hem te dwingen naar zijn basis te laten seinen. Ondertussen is Co Bao ongemerkt het kamp binnengedrongen. Zij is Rambo behulpzaam bij het ontsnappen uit het kamp. Samen met Co Bao probeert Rambo aan de Vietnamese en Russische soldaten te ontkomen. Hij belooft haar mee te nemen naar Amerika. Dol van blijdschap let zij niet op en wordt zij doodgeschoten. Rambo zint op wraak. In zijn eentje roeit hij een heel leger uit. Hij steelt een Russische helikopter, vernietigt het kamp en bevrijdt alle krijgsgevangenen. Na een spectaculair luchtgevecht met een Russische helikopter arriveert Rambo met de krijgsgevangenen op de Amerikaanse luchtmachtbasis. Hier stormt hij Murdocks kantoor binnen en zet hem op zijn plaats. Na een gesprek met Trautman neemt Rambo afscheid van hem en verlaat vervolgens de basis.

## Rolverdeling
| Acteur             | Personage               |
| ------------------ | ----------------------- |
| Sylvester Stallone | John J. Rambo           |
| Richard Crenna     | Colonel Samuel Trautman |
| Charles Napier     | Marshall Murdock        |
| Steven Berkoff     | Podovsky                |
| Julia Nickson      | Co Bao                  |
| Martin Kove        | Ericson                 |

## Trainer
- Franco Columbu was de fitnesstrainer van Stallone voor en tijdens het maken van de film.